# Peurasaari (ö i Finland, Norra Österbotten, Koillismaa, lat 66,34, long 29,21)
Peurasaari är en ö i Finland. Den ligger i sjön Kallunkijärvi och i kommunen Kuusamo i den ekonomiska regionen  Koillismaa ekonomiska region  och landskapet Norra Österbotten, i den nordöstra delen av landet, 700 km norr om huvudstaden Helsingfors. Öns area är 1,4 hektar och dess största längd är 370 meter i öst-västlig riktning.